# Малмисоле (Форли-Чезена)
Малмисоле (итал. Malmissole) је насеље у Италији у округу Форли-Чезена, региону Емилија-Ромања.
Према процени из 2011. у насељу је живело 136 становника. Насеље се налази на надморској висини од 17 м.